# Веда Загорац
Веда Загорац (Шишинац, Банија, 1914 — Београд, 28. октобар 1989) је била политичка радница, економисткиња и списатељица. Током брака са југословенским новинаром и амбасадором Здравком Печаром је провела преко двадесет година свог живота на афричком континенту. На њену идеју, заједно су почели да сакупљају предмете захваљујући којима је настао Музеј афричке уметности у Београду који носи имезбирка Веде и др Здравка Печара.

## Биографија
Рођена је као Цвијета-Ђурђица Загорац Веда Загорац била је ћерка Андрије Загорца и Славе Угреновић. Након смрти оца у Првом светском рату, мајка се бринула о Ведином образовању. Расла је под њеним јаким утицајем, читала је Крлежу и Цесарца, и била блиска „напредним идејама”, како стоји у једном партијском тексту из 1978. године. Завршила је Другу загребачку реалну гимназију 1931. године. Студирала је филозофију и усавршавала немачки језик у Бечу, а потом је уписала Економски факултет у Загребу који је завршила 1941. године.
За време студија Веда приступа разним омладинским и женским организацијама, а у Савез комунистичке омладине Југославије (СКОЈ) је примљена 1934. године. У истом периоду Цвијета-Ђурђица мења своје име у револуционарно и касније партизанско - Веда. Истовремено, почиње да обавља и важан задатак агитације на загребачком универзитету, о чему сведочи и њен пријем у  Комунистичку партију Југославије (КПЈ), 1936. године. Током студија обавила је низ одговорних задатака на релацији Загреб-Париз-Беч.
У оквиру стручног усавршавања је често путовала и преносила партијску пошту за борце који су преко Париза ишли у Шпанију. Године 1936/37. у Паризу је завршила курс при ЦК КПЈ где се повезала са самим врхом партије. По повратку у Југославију крајем 1937. године Веда Загорац живи у својој кући у Загребу у којој често тајно борави Тито. Била је блиска сарадница Јосипа Броза Тита, на чији је наговор купила кућу у Загребу, у којој је Тито често тајно боравио. На кући је спомен плоча са уклесаним речима „У овој кући је 1939 – 1940. године илегално радио и становао Генерални секретар КПЈ-у Јосип Броз Тито”.
Пре рата била је у браку са Теодором Станвуковићем, чланом КПЈ, а окупација ју је затекла у Загребу. Тада бежи у Шид, где је ухапшена 30. априла 1941. Убрзо је ослобођена. Рат проводи у Истри и Приморју. Веда је била уредница партизанског листа „Жена у борби”, чланица главног одбора Антифашистичког фронта жена, а уређивала је и часопис „Ријеч Крајине”. За Здравка Печара се удала 15. децембра 1944. године пред Народним одбором у тек ослобођеном Шибенику. Крај рата Веда проводи раздвојена од Здравка, коме из Шибеника шаље писма из којих се види велика љубав младих револуционара, али и обузетост грађењем нове државе.
Веда Загорац после рата обавља низ важних дужности у сфери економије, публицистике и културе. Иако је у старосну пензију отишла 10. јануара 1967. године, наставила је да пише и објављује о Африци, као и о женском питању, односно о еманципацији жена у Југославији. Од Здравка Печара, с којим је остала у добрим односима до краја живота, се развела 7. децембра 1981. године. Наставила је да живи у Београду „скромна, тиха, одлучна и неуморна”, како јује описао партијски биограф.
Кроз цео живот имала је неколико страсти - економију, колекционарство и Африку. Говорила је енглески, француски и немачки језик. Била је носитељка Ордена републике са златним венцем (1978), Партизанске споменице, Ордена заслуга за народ III степена, Ордена братства и јединства II степена и два египатска одликовања. Била је носитељка и Златне плакете на Првој савезној изложби фото-репортера Југославије 1957. године. Преминула је 28. октобра 1989. године.

## Галерија
- На Акропољу
- Веда Загорац у лову
- На Босфору
- Загорац за радним столом
- Са групом деце у Хамамету
- Веда Загорац на отварању Суецког канала; иза ње је Гамал Абдел Насер